# Ricchi e Poveri
 (транскр.  Рики е Повери) италијанска је поп музичка група из Ђенове. Основана је 1967. У свом првобитном саставу, групу су чинили: Анђела Брамбати, Анђело Сотђу, Франко Гати и Марина Окијена. Продали су преко 20 милиона плоча.

## Дискографија
- (1970)
- (1971)
- (1974)
- (1975)
- (1976)
- (1976)
- (1978)
- (1980)
- (1981)[2]
- (1982)
- (1983)
- (1985)
- (1987)
- (1990)
- (1992)
- (1999)
- (2012)
- (2021)